# Michael Pachen
Michael Pachen (né le 8 octobre 1976 à Montegnée) est un animateur de radio et de télévision belge.
Il débute à la fin des années 1980 sur Radio Ciel en Belgique ainsi que sur Radio Contact puis il anime sur Bel RTL l'Ultratop, classement officiel des ventes de disques en Belgique francophone, avant de rejoindre le concurrent du service public, la RTBF et la station Bruxelles Capitale. 
Après avoir passé 4 ans sur RFM en France[réf. souhaitée], il est de retour sur Bel RTL où il anima People le vendredi après-midi, l'Ultratop le samedi après-midi et chaque soir l'émission All access qu'il prolongeait à la télévision sur RTL-TVI le dimanche. Ensuite Duel avec Agathe Lecaron chaque vendredi après-midi, puis plus tard tout pour la musique (jeu en public) chaque jour à 12h30, toujours sur Bel RTL. Il a animé aussi le jeu Le Plus ou Moins chaque jour de la semaine à 11 heures ainsi que Laissez moi Dormir le week end sur la même chaîne. Après le plus ou moins, il anime jusqu'en juin 2016 toujours sur cette même chaîne "le bon choix" tous les jours de la semaine à 11 heures.
À la télévision, il anime La rédac sur la chaîne Event TV aujourd'hui disparue. Outre sa collaboration dans All access TV, il présentera Star Quiz, un jeu quotidien à midi sur RTL TVI. Il collabore également aux émissions FMX, monster Jam, Red Bull X Fighters, et Jean Barbera Show pour Plug RTL.
Il participe à l'aventure webradio comme animateur et directeur de Jokefm et crée sa société de production spécialisée dans l'audiovisuel.
En France, il anime plusieurs tranches et fournit des contenus sur plusieurs radios locales et régionales (via la société de production Maxi l'Air qu'il a créé).
Il possède aussi son blog appelé Libre Antenne.
Le 14 juillet 2016 il est nommé Directeur de la Production des Radios du groupe RTL Belgium 
En parallèle. Il anime chaque jour « tout peut arriver », une émission d’entraide et de services, en compagnie de Sandrine Corman sur Bel RTl. 
Il rejoint Vivacité, radio de la RTBF, le 26 août 2019 pour produire l’émission Quoi de neuf et Les Enfants de Chœur le dimanche matin à 9h, puis "les ambassadeurs sur Vivacité" depuis 2022. Michael est le présentateur principal de l'émission radiophonique "Les Enfants de Chœur". Il est accompagné de chroniqueurs lors de cette émission dominicale : Tamara Payne, Christophe Bourdon, Dominique Watrin, Richard Ruben, Dave Parcoeur, Freddy Tougaux, Samuel Tits, Antoine Donneaux, Amandine Elsen et Sum. Ces animateurs reçoivent un invité chaque dimanche, tels que Elie Semoun, Pierre Theunis, Maxime Mandrake, Jacques Mercier, ...
Le 24 juin 2020, il est victime d'une une bactérie qui le conduit dans l'urgence à l'hôpital de Lille. Le pronostic vital est engagé. Il s'en sortira moyennant d'importants soins hospitaliers durant 4 mois, avant de revenir sur l'antenne de Vivacité le 26 octobre 2020 
Dans la foulée, il crée sa chaîne Youtube et son site internet.